# 世界报 (德国)
《世界报》是德国的一份跨地区发行的日报，由阿克塞尔施普林格股份公司发行，报社总部位于汉堡和柏林。《世界报》是由第二次世界大战的战胜国于1946年4月2日在属于当时英国占领区的汉堡创建的。1953年该报并入阿克塞尔施普林格公司。该报每日发行（周日版名为《星期日世界报》）。定位立场是属于公民保守派，在政治经济方面该报明确倾向于市场经济。《世界报》还在柏林和汉堡有每日发行的地区版。从1997年至2002年曾发行过不来梅地区版和于2002年曾短期发行巴伐利亚州的地方版。《世界报》和《星期日世界报》的编辑中心位于柏林，同时编辑发行的还有《柏林晨报》。
作为阿克塞尔施普林格股份公司麾下的旗舰，《世界报》是一份注重质量的并且在全球130多多个国家编辑发行的刊物。它的最主要的竞争对手是《法兰克福汇报》、《南德意志报》和《法兰克福评论报》。在IVW的目录中，《世界报》和《世界简报》是作为一份报纸登录的。《世界报》是欧洲日报联盟的创建者之一，目前他在国际事务的报道中与同属该联盟的别国报纸：《每日電訊報》、《费加罗报》和《阿贝赛报》实行合作和共同编辑。
世界报的网站在1995年就已经开通，在实现数字化之后，网站免费提供所有文章的的存档。自1998年秋起，网站增加了一个每周文学的附刊栏目，该栏目源由维利·哈斯（Willy Haas）于1925年创立的文学杂志，所以该栏目被称为《文学世界》。

## 參閲
- 旗帜报 (奥地利)
- 獵人特種部隊（德语：Jagdkommando）